# 1832年アメリカ合衆国大統領選挙

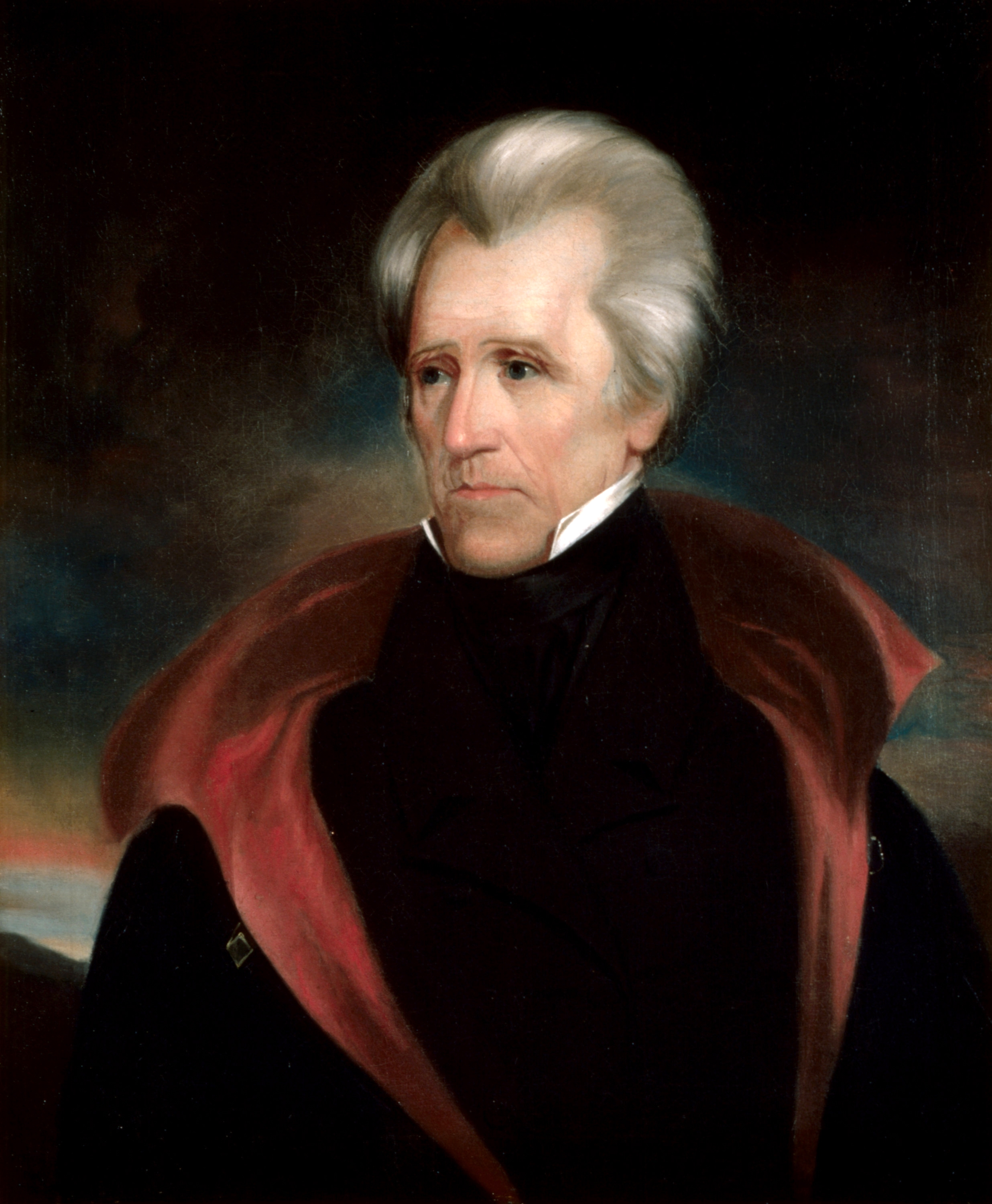
大統領当選者
アンドリュー・ジャクソン

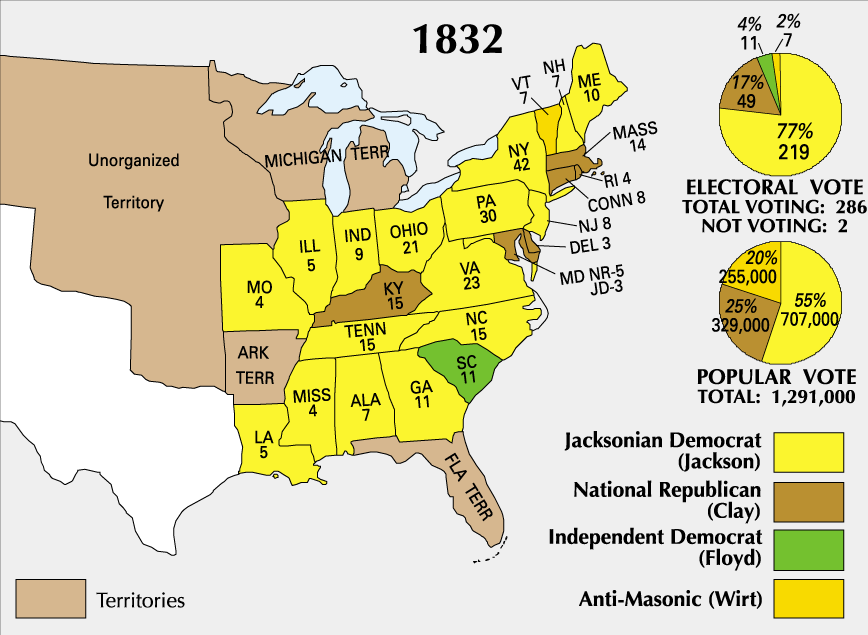
選挙結果の図。黄色がジャクソンとヴァン・ビューレンあるいはウィルキンス、茶色がクレイとサージャント、緑色がフロイドとリー、濃い黄色がワートとエルメーカーが勝利した州を示す。数字は各州の選挙人数。

1832年アメリカ合衆国大統領選挙（1832ねんアメリカがっしゅうこくだいとうりょうせんきょ、英語: United States presidential election, 1832）は、1832年11月2日から12月5日にかけて行われたアメリカ合衆国大統領選挙（第12回）。民主党の候補者アンドリュー・ジャクソンがケンタッキー州出身のヘンリー・クレイに対して容易に再選を果たした。
ジャクソンは選挙人票286票の内219票を獲得し、国民共和党候補者ヘンリー・クレイ、反メイソン党候補者ウィリアム・ワートの挑戦を斥けた。ジョン・フロイドは候補者ではなかったが、サウスカロライナ州の選挙人票を得た。
この選挙はニューヨーク州出身のマーティン・ヴァン・ビューレンにとって最初の国政選挙となり、ジョン・カルフーンを継いで副大統領に当選し、さらに4年後にはジャクソンを継いで大統領になった。しかし副大統領になることについては党内に反対の声があり、その結果ペンシルベニア州の選挙人30票は同州生まれのウィリアム・ウィルキンスに流れた。

## 候補者の指名
1824年アメリカ合衆国大統領選挙における連邦議会指名集会が破綻をきたし、その後には空白をもたらした。大統領候補者を指名する国政レベルの制度的なものは無かった。この空白は新しい政党の誕生によって埋められた。アメリカ合衆国の歴史で初めて候補者が全国的な集会で選ばれた。最初の国民集会は1831年9月にメリーランド州ボルティモアで開催された反メイソン党のものであった。国民共和党と民主党は直ぐにそれを真似し、やはりボルティモアで開催した。

### 反メイソン党の指名
反メイソン党の指名候補は次の者達であった。
- ジョン・マクレーン、オハイオ州出身、合衆国最高裁判所陪席判事
- リチャード・ラッシュ、ペンシルベニア州出身、元アメリカ合衆国財務長官
- ウィリアム・ワート、メリーランド州出身、元アメリカ合衆国司法長官

反メイソン党として最初の候補者は1828年春の選挙に出馬した。ソロモン・サウスウィックがニューヨーク州知事選の候補者となり、投票総数の12%を得た 。反メイソン党は1830年9月11日から18日、ペンシルベニア州フィラデルフィアで開催された国民集会で全国的に組織化された。10州およびミシガン準州から96人の代表が集まった。当時、「集会」は共通の関心を議論するために人々を集めるものとして革新的な手段であった。当時の他の集会としては、農業あるいは社会に関するものを動機としたものがあった。1年ちょっと後に、反メイソン党はアメリカ合衆国の歴史で初めて国政選挙の候補者を指名する集会を開いた。
反メイソン党の最初の指名集会は1831年9月16日から28日まで、ボルティモアのアセネウム（公共図書館）で開かれた。この時は13州（メリーランド州とデラウェア州以外は全て自由州）から111名の代表が出席した。集会が公式に開催される前の数日間代表達はドアを閉めて会合し、幾つかの最初の決議を行った。大統領候補指名投票が何度か行われ、ワートがマクレーンを破って指名された。
集会は26日に開会され、27日には委員会の報告を聴講した。28日は公式の指名投票で大統領と副大統領の候補者選びに使われた。投票中は代表の名前がそれぞれ呼び出され、その後に特別の投票箱に投票用紙を入れた。ワートが180票を獲得して指名され、ラッシュには1票、棄権2票であった。エイモス・エルメーカーが108票で副大統領候補となり、ジョン・C・スペンサー（集会の議長）が1票、棄権2票であった。
集会の公式議事録は1831年10月1日と8日の「ナイルズ・ウィークリー・レジスター」に掲載された。

### 国民共和党の指名
反メイソン党が国民集会を開いてから間もなく、ヘンリー・クレイの支持者達が国民共和党の国民集会を要求した。集会の目的は公式にクレイを指名し、その副大統領候補として出馬する者を選ぶことであった。集会は1831年12月12日から15日までボルティモアのアセネウムで開催された。会期の冒頭には17州とコロンビア特別区からの代表130人が出席した。終会となるまでに他にも代表が到着した。6つの州は代表を送らなかったが、そのうち4つは深南部であった。
集会の4日目に大統領候補を選ぶ投票が行われた。集会議長がそれぞれの代表の名前を読み上げ、代表は口頭で投票した。クレイは155票を獲得したが、サウスカロライナ州の代表フレデリック・H・シューマンはクレイでは勝てないし、1836年まで待つべきだと信じて棄権した。さらに遅れてきた代表が到着してクレイへの投票を許され、集会の終りには獲得票167に対し棄権票1となった。同様な形式で副大統領候補の選出が行われ、ペンシルベニア州出身のジョン・サージェントが162票、棄権6票で指名された。この集会ではアメリカ独立宣言に署名した者の最後の生き残り、キャロルトンのチャールズ・キャロルを訪問する委員を指名し、続いて国民への挨拶を採択した。

### 民主党の指名
ジャクソン大統領とジョン・カルフーン副大統領は問題を抱えた関係にあった。ペティコート事件の後で、国務長官ヴァン・ビューレンと陸軍長官ジョン・E・イートンが1831年4月に職を辞し、ジャクソンは全閣僚にも辞職を要求した。ヴァン・ビューレンは内閣からカルフーンの支持者を排除する手段としてこの方法を仕掛けた。1831年夏、カルフーンは「フォートヒル・レター」を発行し、議会の行動を無効化する州の権限に対して憲法の根拠を概説した。大統領がヴァン・ビューレンを駐イギリス大使に任命した時、上院での投票結果は賛否同数であった。カルフーン副大統領は1832年1月25日にその確認について反対票を投じ大統領をさらに悩ませることになった。
カルフーンがヴァン・ビューレンの政歴を「終わらせる」投票をした時には、その年遅くにある選挙で誰を民主党の候補者にするか明らかではなかった。ジャクソンは1824年や1828年のやり方に従って既に幾つかの州議会によって指名されていたが、その悩みは幾つかの州民主党が副大統領の指名では一つになれない可能性であった。その結果、民主党は野党のやり方に倣って国民集会を要求した。
民主党としては初めての1832年の民主党全国大会は1832年5月21日から23日まで、ボルティモアのアセネウム（2つの野党と同じ施設）で開催された。党大会の始めに幾つかの決議が行われた。1日目には各州からの代表をリスト化する委員会が指名された。この委員会は後に資格審査委員会と呼ばれることになるが、全州から代表が送られたことを報告した。代表達はコロンビア特別区からも来ており、集会の最初の点呼投票では126対153で特別区の集会における投票権を否決した。規則委員会は幾つかの他の慣習を作ったことを簡単に報告した。各州は大統領選挙人の数に応じて票を割り当てられた。幾つかの州は代表の数が多く、また多くの州は代表の方が少なかった。2つ目に、投票は州毎に行われ個々の代表による投票ではないとされた。3つ目は、候補者の指名には代議員の3分の2の支持が必要とされ、派閥的な争いを減らすための手段とされた。4つ目の規則は指名のための演説を禁じたことであり、この規則のみすぐに放棄することになった。
ジャクソンが2期目を務めることについて点呼投票は行われなかった。その代わりに、「我々は彼が合衆国の様々な場所で受けてきた再選指名に心より同意する」という決議案を通した。ヴァン・ビューレンは1回目の投票で208票を獲得し、49票のフィリップ・ペンドルトン・バーバーおよび26票のリチャード・メンター・ジョンソンを制して副大統領候補に指名された。その後、国民に対する挨拶を承認し散会となった。

## 一般選挙

### 選挙運動
選挙運動は合衆国第2銀行の問題が焦点になった。ジャクソンは概して銀行や紙幣を毛嫌いしており、銀行の認可を更新する事に拒否権を行使し、銀行から連邦の預金を引き上げた。クレイはジャクソンの支持者が分裂することを期待し、ジャクソンを攻撃することで銀行の本店があるペンシルベニア州のご機嫌をとった。クレイの支持者はジャクソンが大統領の拒否権を行使することを攻撃し、ジャクソンのことを「アンドリュー王」と呼んだ。しかし、ジャクソンへの攻撃は、ジャクソンが一般民衆に特権階級から彼らを守っていると得心させたので、銀行による厚い資金手当てにも拘らず概ね失敗した。ジャクソンの選挙運動は高い投票率に反映され、ペンシルベニア州を初めとして国の大多数も味方にした。

### 結果
| 大統領選の結果                      |              |            |            |                 |                                               |              |
| 大統領候補者 出身州                 | 党           | 得票数 (a) | 得票率     | 選挙人得票数(d) | 副大統領候補者 出身州                         | 選挙人得票数 |
| アンドリュー・ジャクソン テネシー州 | 民主党       | 701,780    | 54.2%      | 219             | マーティン・ヴァン・ビューレン ニューヨーク州 | 189          |
| 同                                  | 同           | -          | -          | -               | ウィリアム・ウィルキンス ペンシルベニア州     | 30           |
| ヘンリー・クレイ ケンタッキー州     | 国民共和党   | 484,205    | 37.4%      | 49              | ジョン・サージェント ペンシルベニア州         | 49           |
| ジョン・フロイド バージニア州       | （無効化党） | -(c)       | -          | 11              | ヘンリー・リー マサチューセッツ州             | 11           |
| ウィリアム・ワート メリーランド州   | 反メイソン党 | 100,715(b) | 7.8%       | 7               | エイモス・エルメーカー ペンシルベニア州       | 7            |
| その他                              | -            | 7,273      | 0.6%       | 0               | -                                             | -            |
| 合計                                | 合計         | 1,293,973  | 100%       | 286             |                                               | 286          |
| 選出必要数                          | 選出必要数   | 選出必要数 | 選出必要数 | 144             |                                               | 144          |

(a) 一般選挙の数字にはサウスカロライナ州のものが含まれていない。サウスカロライナ州では一般選挙に拠らず州議会が選挙人を指名した。 

(b) ペンシルベニア州の投票者66,706人はクレイとワートを載せた候補者名簿に投票した。これらの票はクレイではなくワートに割り当てられた。 

(c) ジョン・フロイドの選挙人票は一般選挙に拠らず州議会が選挙人を指名したサウスカロライナ州からのものである。 

(d) メリーランド州の選挙人のうち2人は投票しなかった。

### 州ごとの結果
|                      |          | アンドリュー・ジャクソン 民主党 | アンドリュー・ジャクソン 民主党 | アンドリュー・ジャクソン 民主党 | ヘンリー・クレイ 国民共和党 | ヘンリー・クレイ 国民共和党 | ヘンリー・クレイ 国民共和党 | ウィリアム・ワート 反メイソン党 | ウィリアム・ワート 反メイソン党 | ウィリアム・ワート 反メイソン党 | ジョン・フロイド 無効化党 | ジョン・フロイド 無効化党 | ジョン・フロイド 無効化党 | 州計      | 州計 |  |
| 州                   | 選挙人数 | #                               | %                               | 選挙人数                        | #                           | %                           | 選挙人数                    | #                               | %                               | 選挙人数                        | #                         | %                         | 選挙人数                  | #         |      |  |
| -------------------- | -------- | ------------------------------- | ------------------------------- | ------------------------------- | --------------------------- | --------------------------- | --------------------------- | ------------------------------- | ------------------------------- | ------------------------------- | ------------------------- | ------------------------- | ------------------------- | --------- | ---- |  |
| アラバマ州           | 7        | 14,286                          | 99.97                           | 7                               | 5                           | 0.03                        | -                           | 名簿なし                        | 名簿なし                        | 名簿なし                        | 名簿なし                  | 名簿なし                  | 名簿なし                  | 14,291    | AL   |  |
| コネチカット州       | 8        | 11,269                          | 34.32                           | -                               | 18,155                      | 55.29                       | 8                           | 3,409                           | 10.38                           | -                               | 名簿なし                  | 名簿なし                  | 名簿なし                  | 32,833    | CT   |  |
| デラウェア州         | 3        | 4,110                           | 49.01                           | -                               | 4,276                       | 50.99                       | 3                           | 名簿なし                        | 名簿なし                        | 名簿なし                        | 名簿なし                  | 名簿なし                  | 名簿なし                  | 8,386     | DE   |  |
| ジョージア州         | 11       | 20,750                          | 100                             | 11                              | 名簿なし                    | 名簿なし                    | 名簿なし                    | 名簿なし                        | 名簿なし                        | 名簿なし                        | 名簿なし                  | 名簿なし                  | 名簿なし                  | 20,750    | GA   |  |
| イリノイ州           | 5        | 14,609                          | 68.01                           | 5                               | 6,745                       | 31.40                       | -                           | 97                              | 0.45                            | -                               | 名簿なし                  | 名簿なし                  | 名簿なし                  | 21,481    | IL   |  |
| インディアナ州       | 9        | 31,551                          | 67.10                           | 9                               | 15,472                      | 32.90                       | -                           | 名簿なし                        | 名簿なし                        | 名簿なし                        | 名簿なし                  | 名簿なし                  | 名簿なし                  | 47,023    | IN   |  |
| ケンタッキー州       | 15       | 36,292                          | 45.51                           | -                               | 43,449                      | 54.49                       | 15                          | 名簿なし                        | 名簿なし                        | 名簿なし                        | 名簿なし                  | 名簿なし                  | 名簿なし                  | 79,741    | KY   |  |
| ルイジアナ州         | 5        | 3,908                           | 61.67                           | 5                               | 2,429                       | 38.33                       | -                           | 名簿なし                        | 名簿なし                        | 名簿なし                        | 名簿なし                  | 名簿なし                  | 名簿なし                  | 6,337     | LA   |  |
| メイン州             | 10       | 33,978                          | 54.67                           | 10                              | 27,331                      | 43.97                       | -                           | 844                             | 1.36                            | -                               | 名簿なし                  | 名簿なし                  | 名簿なし                  | 62,153    | ME   |  |
| メリーランド州       | 10       | 19,156                          | 49.99                           | 3                               | 19,160                      | 50.01                       | 5                           | 名簿なし                        | 名簿なし                        | 名簿なし                        | 名簿なし                  | 名簿なし                  | 名簿なし                  | 38,316    | MD   |  |
| マサチューセッツ州   | 14       | 13,933                          | 20.61                           | -                               | 31,963                      | 47.27                       | 14                          | 14,692                          | 21.73                           | -                               | 名簿なし                  | 名簿なし                  | 名簿なし                  | 60,588    | MA   |  |
| ミシシッピ州         | 4        | 5,750                           | 100                             | 4                               | 名簿なし                    | 名簿なし                    | 名簿なし                    | 名簿なし                        | 名簿なし                        | 名簿なし                        | 名簿なし                  | 名簿なし                  | 名簿なし                  | 5,750     | MS   |  |
| ミズーリ州           | 4        | 5,192                           | 100                             | 4                               | 名簿なし                    | 名簿なし                    | 名簿なし                    | 名簿なし                        | 名簿なし                        | 名簿なし                        | 名簿なし                  | 名簿なし                  | 名簿なし                  | 5,192     | MO   |  |
| ニューハンプシャー州 | 7        | 24,855                          | 56.67                           | 7                               | 18,938                      | 43.24                       | -                           | 名簿なし                        | 名簿なし                        | 名簿なし                        | 名簿なし                  | 名簿なし                  | 名簿なし                  | 43,793    | NH   |  |
| ニュージャージー州   | 8        | 23,826                          | 49.89                           | 8                               | 23,466                      | 49.13                       | -                           | 468                             | 0.98                            | -                               | 名簿なし                  | 名簿なし                  | 名簿なし                  | 47,760    | NJ   |  |
| ニューヨーク州       | 42       | 168,497                         | 52.10                           | 42                              | 154,896                     | 47.90                       | -                           | 名簿なし                        | 名簿なし                        | 名簿なし                        | 名簿なし                  | 名簿なし                  | 名簿なし                  | 323,393   | NY   |  |
| ノースカロライナ州   | 15       | 25,261                          | 84.77                           | 15                              | 4,538                       | 15.23                       | -                           | 名簿なし                        | 名簿なし                        | 名簿なし                        | 名簿なし                  | 名簿なし                  | 名簿なし                  | 29,799    | NC   |  |
| オハイオ州           | 21       | 81,246                          | 51.33                           | 21                              | 76,539                      | 48.35                       | -                           | 509                             | 0.32                            | -                               | 名簿なし                  | 名簿なし                  | 名簿なし                  | 158,294   | OH   |  |
| ペンシルベニア州     | 30       | 91,949                          | 57.96                           | 30                              | 名簿なし                    | 名簿なし                    | 名簿なし                    | 66,689                          | 42.04                           | -                               | no ballots                | no ballots                | no ballots                | 158,638   | PA   |  |
| ロードアイランド州   | 4        | 2,126                           | 43.07                           | -                               | 2,810                       | 56.93                       | 4                           | 名簿なし                        | 名簿なし                        | 名簿なし                        | 名簿なし                  | 名簿なし                  | 名簿なし                  | 4,936     | RI   |  |
| サウスカロライナ州   | 11       | 一般投票実施せず                | 一般投票実施せず                | 一般投票実施せず                | 一般投票実施せず            | 一般投票実施せず            | 一般投票実施せず            | 一般投票実施せず                | 一般投票実施せず                | 一般投票実施せず                | 一般投票実施せず          | 一般投票実施せず          | 11                        | -         | SC   |  |
| テネシー州           | 15       | 28,078                          | 95.42                           | 15                              | 1,347                       | 4.58                        | -                           | 名簿なし                        | 名簿なし                        | 名簿なし                        | 名簿なし                  | 名簿なし                  | 名簿なし                  | 29,425    | TN   |  |
| バーモント州         | 7        | 7,870                           | 24.50                           | -                               | 11,152                      | 34.71                       | -                           | 13,106                          | 40.79                           | 7                               | 名簿なし                  | 名簿なし                  | 名簿なし                  | 32,128    | VT   |  |
| バージニア州         | 23       | 34,243                          | 74.96                           | 23                              | 11,436                      | 25.03                       | -                           | 3                               | 0.01                            | -                               | 名簿なし                  | 名簿なし                  | 名簿なし                  | 45,682    | VA   |  |
| 合計:                | 288      | 702,735                         | 54.74                           | 219                             | 474,107                     | 36.93                       | 49                          | 99,817                          | 7.78                            | 7                               | -                         | -                         | 11                        | 1,329,402 | US   |  |
| 選出必要数:          | 148      |                                 |                                 |                                 |                             |                             |                             |                                 |                                 |                                 |                           |                           |                           |           |      |  |

## 選挙人の選出
| 選挙人の選出                                     |                    |
| 選挙人の選定方法                                 | 州                 |
| 州内を選挙人選挙区に分割、1選挙区あたり1人を選出 | メリーランド州     |
| 州議会で選挙人を指名                             | サウスカロライナ州 |
| 全州の選挙で選挙人を選出                         | その他の州すべて   |